# Pamiętne lato
Pamiętne lato (ang. Local Boys, 2002) – amerykański film przygodowy w reżyserii Rona Molera. Film w Polsce emitowany jest za pośrednictwem kanału ZigZap.

## Opis fabuły
Randy (Eric Christian Olsen) musi pomagać samotnej matce w opiece nad młodszym bratem po śmierci ojca. Przyjaciele Randy`ego nie są zadowoleni z tego, że od teraz musi dołączyć do grupy jego brat Skeet (Jeremy Sumpter). Sytuacja zmienia się jednak diametralnie, gdy wyjeżdżają do Południowej Kalifornii, gdzie całe dnie surfują. Skeet poznaje znanego surfera Jima Wesleya (Mark Harmon), który po tragedii rodzinnej wycofał się ze sportu. Zaprzyjaźnia się z nim. Przyjaźń dwóch odmiennych od siebie ludzi odmienia los wszystkich. 

## Obsada
- Mark Harmon jako Jim Wesley
- Eric Christian Olsen jako Randy Dobson
- Stacy Edwards jako Jessica Dobson
- Jeremy Sumpter jako Skeet Dobson
- Giuseppe Andrews jako Willy
- Chaka Forman jako Da Cat
- Lukas Behnken jako Zack
- Archie Kao jako David Kamelamela
- Shelby Fenner jako Samantha
- Hilary Angelo jako Nicole
- Natalie Ramsey jako Natalie
- Dick Dale jako Rick